# Jeffrey Jones (Schauspieler)

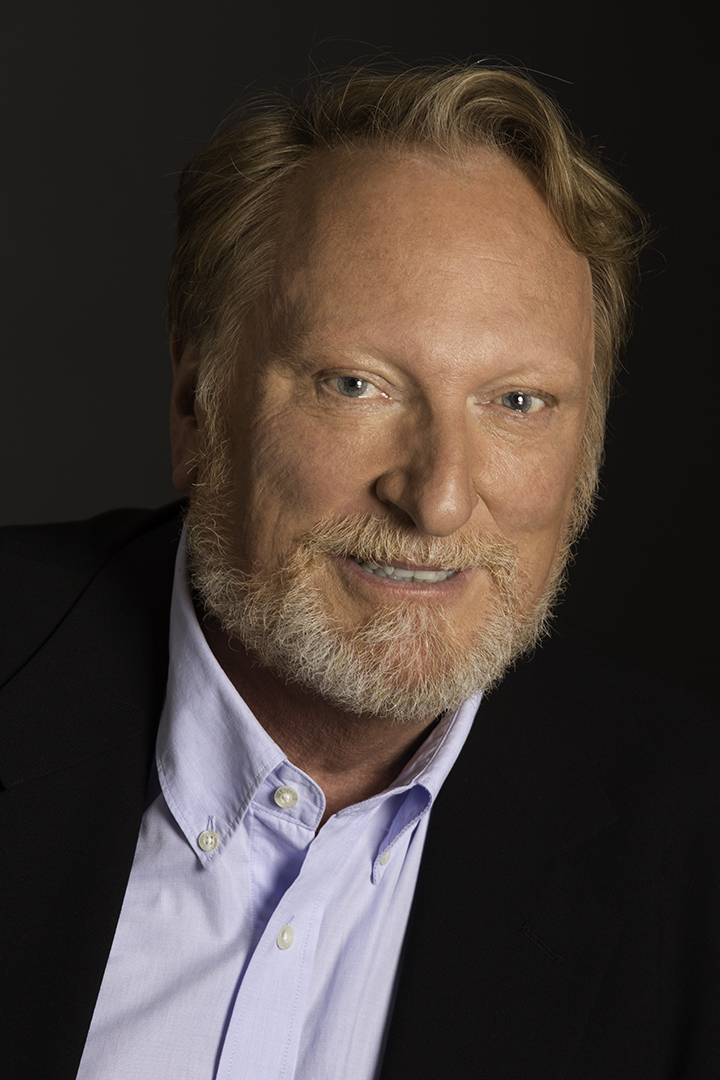
Jeffrey Jones (2012)

Jeffrey Duncan Jones (* 28. September 1946 in Buffalo, New York) ist ein US-amerikanischer Schauspieler.

## Leben
Jones studierte an der Lawrence University. Als er im Jahr 1967 in einer Vorstellung des Amateurtheaters der Universität auftrat, wurde Tyrone Guthrie auf ihn aufmerksam und bot ihm eine Stelle am Guthrie Theatre in Minneapolis an. In den Jahren 1969 bis 1973 studierte Jones an der London Academy of Dramatic Art. Im Jahr 1974 wurde er am Actors Theater of Louisville eingestellt.
Seine erste Filmrolle spielte Jones neben Jon Voight, Seymour Cassel und Robert Duvall im Filmdrama The Revolutionary aus dem Jahr 1970. Für seine Rolle im Film Amadeus (1984) wurde er 1985 für den Golden Globe Award nominiert. In der Komödie Beetlejuice (1988) trat er in einer größeren Rolle neben Alec Baldwin, Geena Davis und Winona Ryder auf.
Jones wurde im Jahr 2003 unter dem Vorwurf, Kinderpornografie zu besitzen und von einem 14-jährigen Jungen Nacktfotos angefertigt zu haben, festgenommen. Im Juli 2004 erfolgte eine erneute Festnahme, weil er seinen Umzug nicht bei der Polizei gemeldet hatte.
In den Jahren 2004 bis 2006 war Jones in der Fernsehserie Deadwood zu sehen. 2019 spielte er auch in der Fortsetzung Deadwood – Der Film mit.

## Filmografie (Auswahl)
- 1970: The Revolutionary
- 1976: Die Chronik der Adams (The Adams Chronicles, Fernsehserie)
- 1976: Sara (Fernsehserie)
- 1977: Secret Service (Fernsehfilm)
- 1977: Kojak – Einsatz in Manhattan (Kojak, Fernsehserie)
- 1978: Interrogation in Budapest (Fernsehfilm)
- 1982: Der Söldner (The Soldier)
- 1983: Monty, der Millionenerbe (Easy Money)
- 1983: Remington Steele (Fernsehserie)
- 1984: Amadeus
- 1985: Transylvania 6-5000
- 1985: Unbekannte Dimensionen (The Twilight Zone, Fernsehserie)
- 1986: Rache ist ein süßes Wort (If Tomorrow Comes, Fernsehserie)
- 1986: Ferris macht blau (Ferris Bueller’s Day Off)
- 1986: Howard – Ein tierischer Held (Howard the Duck)
- 1986: George Washington II: Eine Nation entsteht (George Washington II: The Forging of a Nation, Fernsehfilm)
- 1986: Fresno (Fernsehserie)
- 1986: Unglaubliche Geschichten (Fernsehserie, Folge 2x13)
- 1987: Der Spieler III: Die Legende geht weiter (Kenny Rogers as The Gambler, Part III: The Legend Continues, Fernsehfilm)
- 1987: Hanoi Hilton
- 1988: Beetlejuice
- 1988: Genie und Schnauze (Without a Clue)
- 1989: Wer ist Harry Crumb? (Who’s Harry Crumb?)
- 1989: The People Next Door (Fernsehserie)
- 1989: Valmont (Valmont)
- 1990: Nur über deine Leiche (Enid Is Sleeping)
- 1990: Jagd auf Roter Oktober (The Hunt for Red October)
- 1992: Mom und Dad retten die Welt (Mom and Dad Save the World)
- 1992: Stay Tuned
- 1992: Ein Yuppie steht im Wald (Out on a Limb)
- 1993: Geschichten aus der Gruft (Die unsterbliche Mumie, Tales from the Crypt, Fernsehserie)
- 1994: Extra Terrorestrial Alien Encounter (Kurzfilm)
- 1994: Ed Wood
- 1995: Bombmeister (Kurzfilm)
- 1995: Der Hausfreund (Houseguest)
- 1995: Die Heiligen der letzten Tage (The Avenging Angel, Fernsehfilm)
- 1996: Hexenjagd (The Crucible)
- 1997: Santa Fe
- 1997: Fliegenfänger (Flypaper)
- 1997: The Pest – Jagd auf das Chamäleon (The Pest)
- 1997: Im Auftrag des Teufels (The Devil’s Advocate)
- 1998: Outer Limits – Die unbekannte Dimension (The Outer Limits, Fernsehserie, Folge 4x13)
- 1998: There’s No Fish Food in Heaven
- 1999: Ravenous – Friss oder stirb (Ravenous)
- 1999: Sleepy Hollow
- 1999: Stuart Little
- 2000: Cuba Libre – Dümmer als die CIA erlaubt (Company Man)
- 2001: Heartbreakers – Achtung: Scharfe Kurven! (Heartbreakers)
- 2001: Evolution
- 2001: Till Dad Do Us Part (Fernsehfilm)
- 2001: Dr. Dolittle 2
- 2001: So High (How High)
- 2002: Par 6
- 2004: Trailer Park Boys (Fernsehserie)
- 2004–2006: Deadwood (Fernsehserie)
- 2007: Who’s Your Caddy?
- 2012: Hemingway & Gellhorn (Fernsehfilm)
- 2014: 10.0 – Das Erdbeben-Inferno (10.0 Earthquake)
- 2019: Deadwood – Der Film (Deadwood, Fernsehfilm)